# 居利街

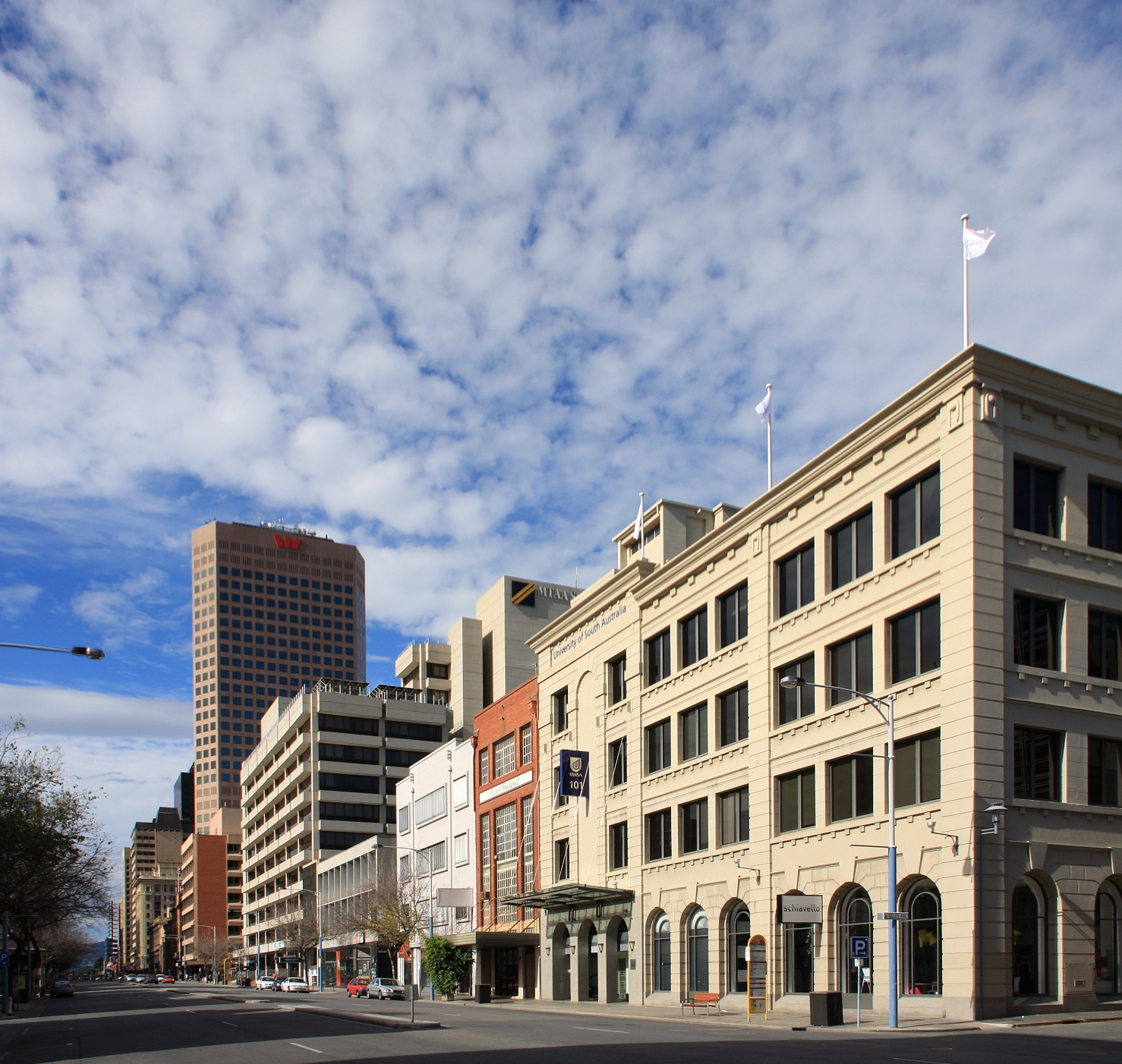
從禮智廣場東面望向居利街南邊

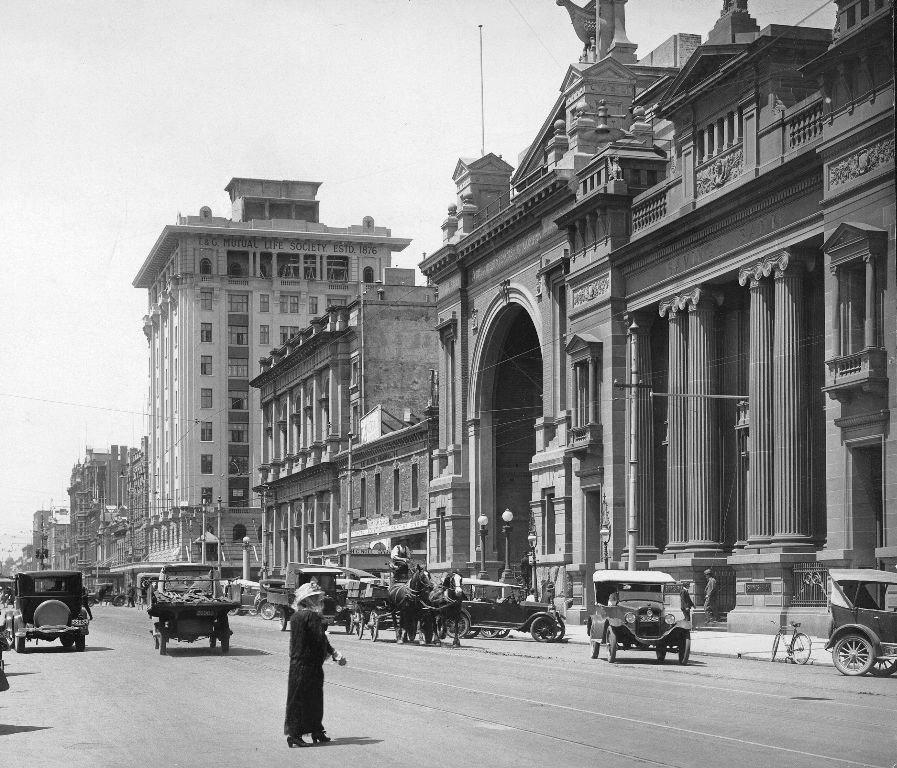
1925年的居利街東面

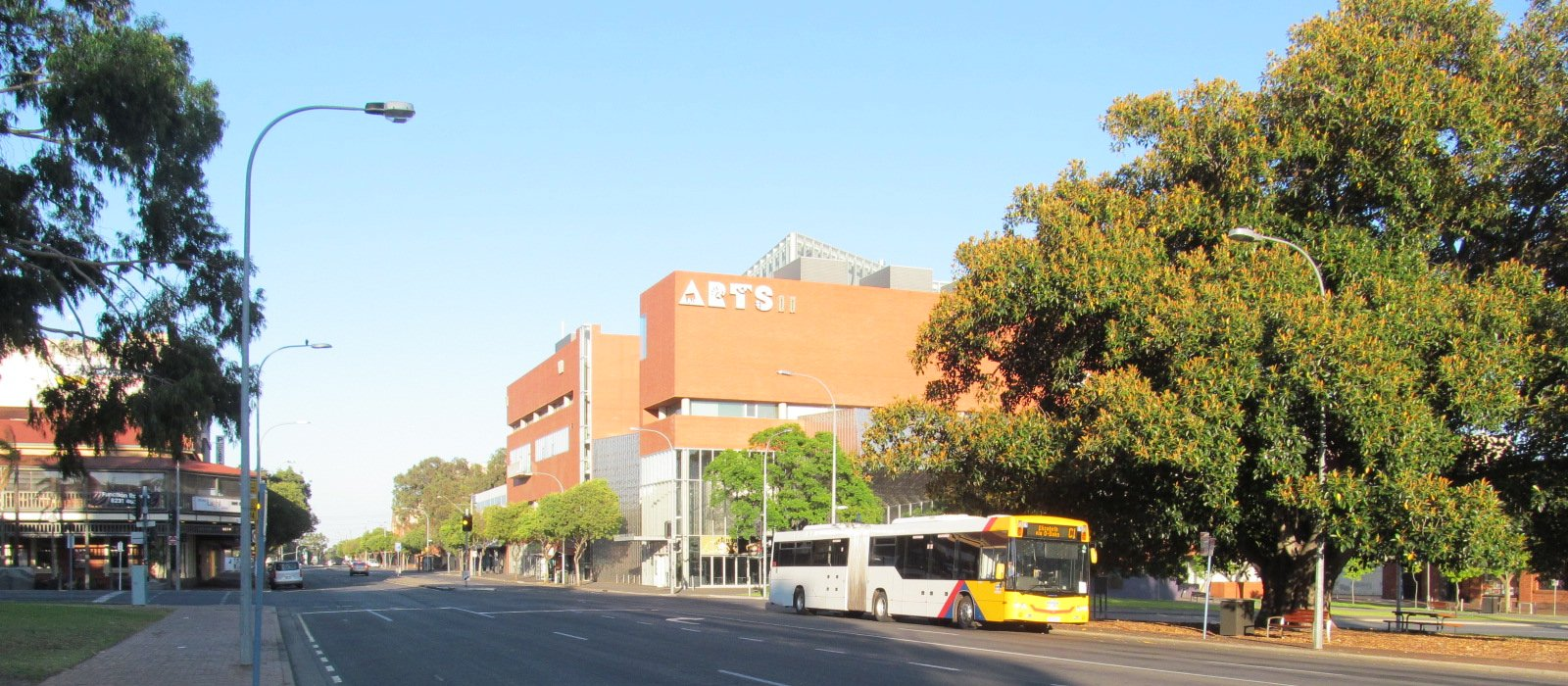
從禮智廣場西北面望向居利街

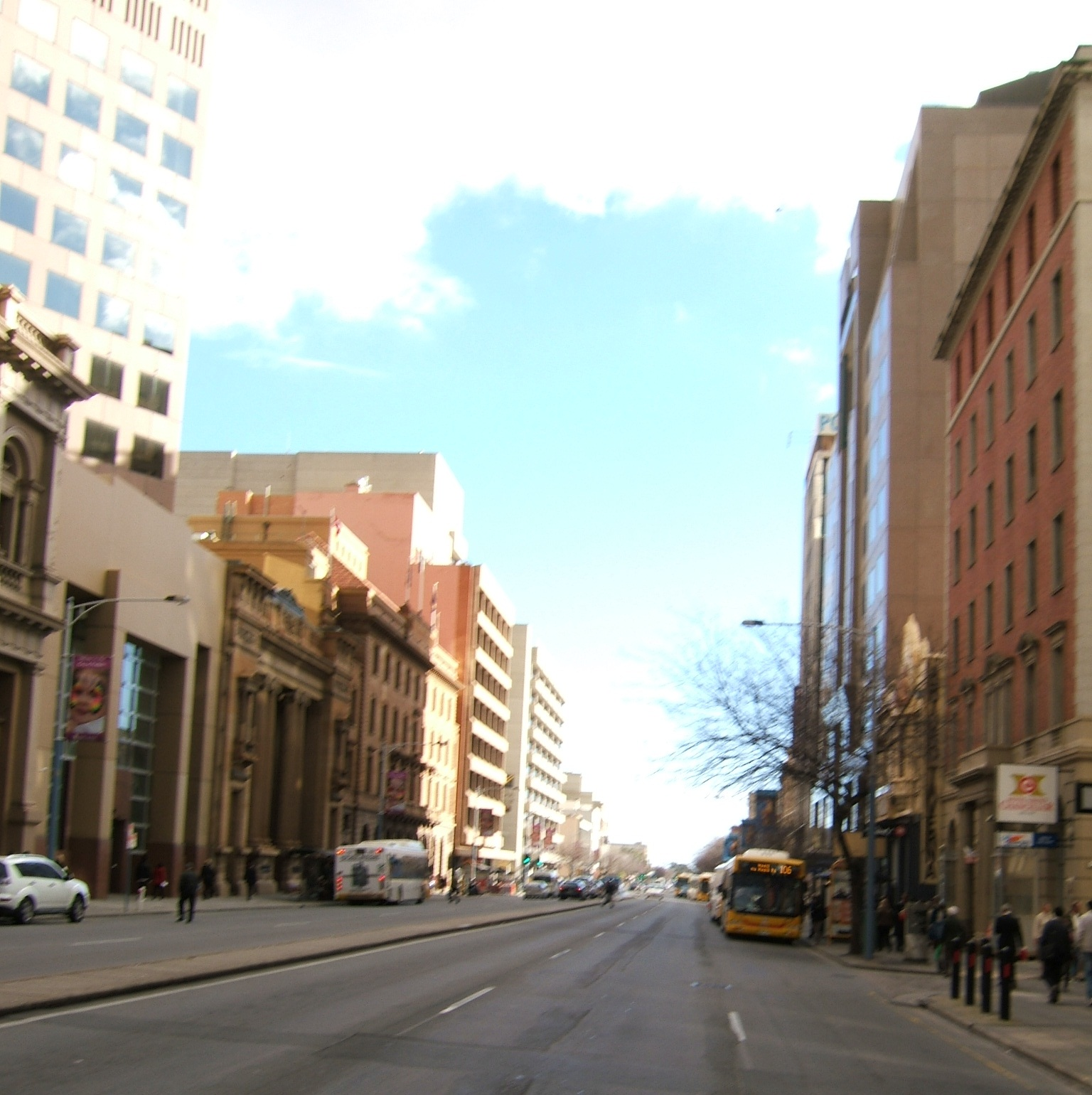
從英皇威廉街西面望向居利街

居利街（英語：Currie Street）是南澳州阿德萊德市中心的一條主要街道。道路呈東西走向，東起英皇威廉街，經過禮智廣場，西接西邊臺。該街名稱取自英國國會議員居利。

## 連接道路

### 亨利海灘道
居利街西接高發道（英語：Glover Avenue），並連接通往西部市郊的亨利海灘道。

### 君埠街
居利街東接君埠街及英皇威廉街。

## 著名地標

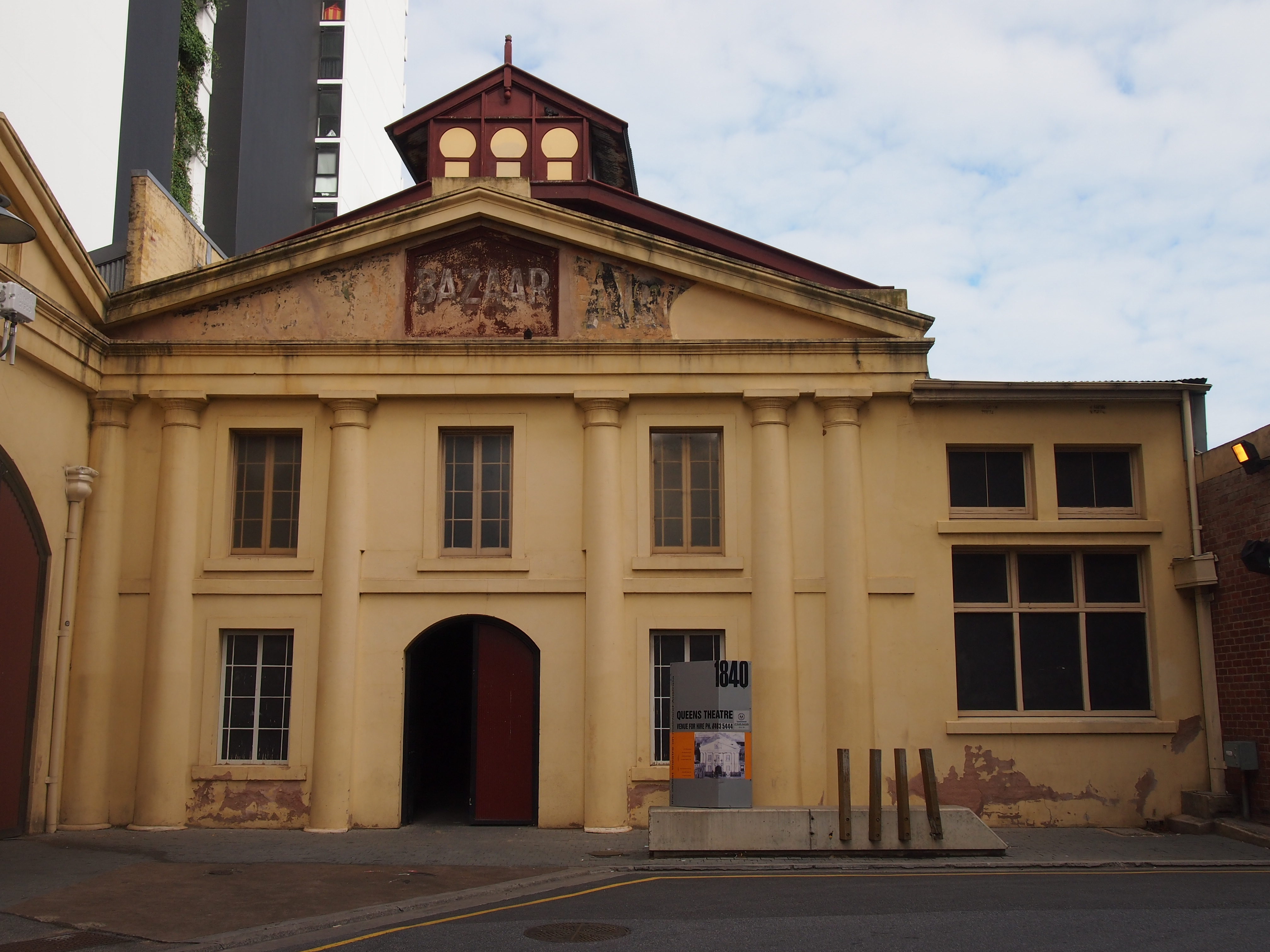
皇后劇院

皇后劇院建於1840年，是澳洲現存最古老的劇院。 該建築物曾用作以下用途：
- 1840-1842：皇后劇院及莎翁酒館
- 1843-1850：最高法院及Temple Tavern
- 1850-1868：皇家維多利亞劇院及劇院酒館
- 1877-1928：馬車街市
- 1928-1988：停車場及輕工業用途

該劇院現時為州立發展署轄下之Arts SA所擁有。於九十年代進行局部修復工程後，現為表演及展覽場地用途。